# 天使の羽のマーチ
天使の羽のマーチ（てんしのはねのマーチ）は、日本の童謡、合唱曲。作詞：向井一、補作詞：山川啓介、作曲：松尾善雄。

## 概要
第2回NHKこどものうたコンテストに入賞した「天使の羽のサンバ」（ 作詞：向井一、作曲：松尾善雄）を原曲として作られた曲である。
1984年8月 - 9月、NHKの『みんなのうた』で放送された（編曲：若松正司、歌：上條恒彦、東京放送児童合唱団）。放送ではイントロ冒頭部と2番サビ後半が省かれ、2番サビ前半から直接コーダへとつないだ。上條は7回目の『みんなのうた』出演にして最後（上條は2025年7月に死去）。
1年後に再放送後、1990年代前期までは頻繁に再放送されていたが、その後は再放送されず、2013年に『みんなのうたリクエスト』で19年ぶりに再放送され、2022年2月には定時番組で28年ぶりに再放送された。

## 再放送
特記されてない月はすべて4月 - 5月放送。
- 1985年
- 1988年
- 1989年
- 1990年8月 - 9月
- 1991年
- 1993年
- 1994年
- 2013年2月16日・3月23日（『リクエスト』）
- 2022年2月 [注 1]

## カバー
- 水木一郎、東京放送児童合唱団 - 日本コロムビア版カバー
- たいらいさお、東京放送児童合唱団 - キングレコード版カバー
- シュガーホールジュニアコーラス - 2000年3月23日発売『小学生のためのNEW! 心のハーモニー 4 ～学級の歌II』（ビクター、VICS-61029）収録。
- 杉並児童合唱団 - 2000年3月23日発売『小学生のための「ハロー！マイソング」(7)中学年向き(3)』（ビクター、VICS-61039）収録。
- 新西六郷少年少女合唱団 - 2002年11月18日発売『子供の歌(4) みんなのゆめ』（キープ／日本クラウン、CD：TCD-504／カセット：TMC-504）収録
- 浅田真理子、よこはま児童合唱隊 - SUN-SLOPE版カバー、2008年に音楽配信で発売